# Костелец над Черними леси
Костелец над Черними леси (на чешки: Kostelec nad Černými lesy) е град в Чехия, Среднобохемски край, окръг Прага-изток. Има 3627 жители (по преброяване от 2016 г.) и се простира на площ от 1771 хектара. Намира се на 30 километра на изток от Прага на 400 метра надморска височина. Околностите са заети от гъсти иглолистни гори.
В града няма тежка промишленост (основно поради факта, че през 19 век местните съветници се противопоставят на изграждането на жп линия, минаваща през града). Традиционно е грънчарството. Ежегодният грънчарски фестивал-пазар е културно-историческа атракция, която се провежда винаги в края на месец май. В градските кръчми се сервира местна наливна бира.

## История
Възникването на града е през ранния период на управление на чешкия владетелски род Пршемисловци. Съгласно легендата, първоначално тук е построена крепостта на св. Войцех, която била толкова непревзимаема, че напълно осигурявала безопасността на хората по време на нападения над селището. През тази местност е преминавал добре охраняваният път от Прага до Коуржин. Самата крепост била обкръжена от гъсти, мрачни и тъмни смърчови и елхови гори.
Първото исторически достоверно споменаване на селището е от 1344 г., когато крал Ян Люксембургски заменя костелецкия замък и околнистите му с пан Йешко от Наход. Отначало селището има славянско население. През 1489 г. на Костелец е дарен статут на град и правото на търговска дейност и развитие на занаяти.
От 17 април 2009 г. градът може отново да използва знамето си и нов герб.

## Имена на града
В миналото градът се е наричал Черни Костелец (официално до 1920 г. на чешки: Černý Kostelec; на немски: Schwarzkosteletz; на латински: Castelicz cis/ad nigras silvas) и поради това прилагателното чернокостелецки е запазено и до днешно време. През 1920 г. името е заменено с Костелец над Черними Леси.
При писането на главните букви в името на Костелец над Черними леси често се допускат грешки на чешки език – поради правилата на чешкия правопис и поради факта, че до 2014 г. градът официално е изписван като Костелец над Черними Леси.

## Личности

### Родени
- Карел Херман-Отавски (1866 – 1939) – юрист и ректор на Карловия университет
- Карел Ванек (1887 – 1933) – чешки писател и журналист
- Фриц Каусек (1890 – 1951) – художник
- Иржи Корн (1920 – 1996) – председател на Чешкия националния съвет в Канада, носител на Ордена на Канада
- Ярмила Бохачкова (1947 – 2005) – чешки политик
- Ева Шванкмайерова (1940 – 2005) – художник, поет и романист
- Вацлав Болен (1887 – 1963) – политик
- Ярослав Чулик (1861 – 1942) – юрист

### Свързани с града
- Карел Павлик (1900 – 1943) – чешки капитан, заповядал и ръководил защитата на Чаянковите казарми